# Ascensione di Cristo (Perugino Lione)
L'Ascensione di Cristo è un dipinto a olio su tavola (280x216 cm) di Pietro Perugino, databile al 1496-1500 circa e nel Musée des Beaux-Arts di Lione. Si tratta dello scomparto centrale dello smembrato Polittico di San Pietro. Nello stesso museo è conservata anche la cimasa con l'Eterno benedicente con cherubini e angeli. Fu oggetto dei furti napoleonici durante l'invasione francese.

## Storia
Il polittico era originariamente destinato alla chiesa di San Pietro a Perugia. L'8 marzo 1495 il maestro Pietro Perugino stipulò un contratto con l'abate Lattanzio di Giuliano da Firenze per la pittura delle tavole da inserire entro una grande macchina in legno predisposta da Giovanni Domenico da Verona. Il progetto prevedeva una tavola principale con l'Ascensione di Cristo, una lunetta con l'Eterno in una gloria di Angeli e una predella con alcune storie ancora da definire. Fu pattuito un compenso di 500 ducati d'oro e un termine di consegna entro due anni e mezzo. Pietro dipinse i numerosi pannelli del polittico tra il gennaio 1496 e la fine del 1499, il nuovo altare fu solennemente inaugurato il 13 gennaio 1500. Nel 1591 il coro della chiesa fu radicalmente ristrutturato e le tavole dipinte furono disperse in più punti della chiesa. In seguito alle requisizioni napoleoniche del 1797, l'Ascensione di Cristo e la lunetta con l'Eterno furono portate a Lione, i pannelli con l'Adorazione dei Magi, il Battesimo di Cristo e la Resurrezione della predella finirono nel Museo di Rouen, i busti dei Profeti Geremia e Isaia andarono a Nantes mentre tra Perugia e la Pinacoteca Vaticana furono divisi i pannelli minori con i busti di Santi. Dopo le restituzioni di opere d'arte avvenute durante la restaurazione, la grande tavola fece parte di quei circa 100 dipinti che rimasero in Francia, per via delle grosse dimensioni che ne rendevano difficoltoso il trasporto.

## Descrizione e stile
Lo schema della composizione è impostato su due registri paralleli quasi non comunicanti, con Cristo che ascende in una mandorla tra angeli (volanti, musicanti, cherubini e serafini) nella parte superiore, e un gruppo inferiore con la Madonna tra gli Apostoli immersi nel paesaggio. Questo schema aveva come prototipo la perduta Assunta della Cappella Sistina, e venne ampiamente replicato dal pittore, ad esempio nella Pala di Vallombrosa di quegli stessi anni. Venne riutilizzato quasi identico anche nella Pala di Sansepolcro del 1510 circa.
Perugino ricorse con sicurezza a uno schema piacevole e di potente equilibrio, impostato sulle simmetrie e sulla pacatezza dei sentimenti, con colori brillanti ma sfumati con dolcezza e con un'attenzione ai particolari decorativi. Il disegno è chiaro e ben definito, le linee leganti, la composizione serena e piacevole. Le figure sono effigi di perfetta idealizzazione, che non si rifatto allo studio nel naturale, ma piuttosto a un'estetica classicheggiante, che fu alla base dei successivi sviluppi artistici del XVI secolo.